# Los Verdes de Canarias
Los Verdes de Canarias es un partido político de izquierda ecologista nacido a partir de la disolución de Izquierda Verde - Izegzawen en abril de 1996, si bien la fecha de su constitución oficial es el 3 de marzo de 1997. En esos momentos Los Verdes se integran en la Confederación Los Verdes. En enero de 2008 se suscribe un pacto con Nueva Izquierda Canaria, que se rompe pocos meses después al decidir Nueva Izquierda Canaria integrarse en el PSOE. En julio de 2012 se integran en Equo Canarias.
Estando en posiciones cercanas al nacionalismo canario, defendía el derecho a la autodeterminación de Canarias.

## Historia
Tras la celebración de su Segundo Congreso, en las elecciones municipales de 1999 Los Verdes de Canarias logran una concejala en Tijarafe y uno de los tres concejales que la coalición Iniciativa por la Orotava-Los Verdes logró en el municipio de La Orotava. En las elecciones municipales de 2003 consiguen aumentar la representación municipal logrando concejales en El Rosario (en coalición con Iniciativa por El Rosario, La Orotava (en coalición con Iniciativa por La Orotava) y en Santa Brígida. 
En su quinto congreso, celebrado en 2004, se acordó la salida de Los Verdes de Canarias de la Confederación Los Verdes al no estar de acuerdo con el acercamiento de estos al PSOE. Se aprobó acudir en las Elecciones Generales de 2004 en coalición con Izquierda Unida Canaria y Alternativa Ciudadana 25 de mayo, lo cual supuso la escisión de la mayoría de la asamblea de Gran Canaria, que decidió presentarse en solitario bajo las siglas Los Verdes-Grupo Verde (LV-GV). Dicha escisión y los efectos del 11-M supusieron que los resultados no cumpliesen las expectativas.[cita requerida]

### Participación en el Proyecto Equo
El 4 de junio de 2011, la víspera del Día Mundial del Medio Ambiente, tuvo lugar un encuentro organizado por Equo en el que Los Verdes de Canarias participaron junto a otras más de 30 organizaciones políticas verdes y progresistas de todo el país con el objetivo de confluir para la puesta en marcha de un proyecto político estatal que concurra a las próximas elecciones generales. Ese mismo mes, los Verdes de Canarias y el Partido Verde Canario anunciaron su fusión para dar lugar a EQUO Canarias, aunque posteriormente el Partido Verde Canario se integraría en Los Verdes-Grupo Verde.
Su integración definitiva en EQUO fue anunciada en el I Congreso Equo, el 8 de julio de 2012.[cita requerida]

## Elecciones
- Elecciones al Parlamento de Canarias de 2023, Elecciones municipales de 2023 en Canarias y Elecciones a los Cabildos Insulares de Canarias 2023: Drago Verdes Canarias. El 3 de marzo de 2023, Drago Canarias, junto a Verdes Equo Canarias-Los Verdes de Canarias y Los Verdes-Grupo Verde-El Partido Verde Canario anunciaron que concurrirían juntas bajo la denominación 'Drago Verdes Canarias'. El objetivo de esta alianza es la defensa y el desarrollo de Canarias desde la sostenibilidad como base para un futuro económico, social y cultural. Drago Verdes Canarias también quiere dignificar la vida institucional y social en Canarias ante el descrédito de la clase política y movilizar a los canarios para que no se abstengan a votar. Él cabeza de lista a la Asamblea de Canarias 2023 por la circunscripción de Gran Canarias es Pedro Pablo Medina que pertenece al partido político Los Verdes-Grupo Verde-El Partido Verde Canario.[4]
- Elecciones generales de España de 2023: Drago Verdes Canarias se integró en todas las circunscripciones de Canarias tanto al Congreso de los Diputados como al Senado en la coalición Sumar.